# 渥太華大學

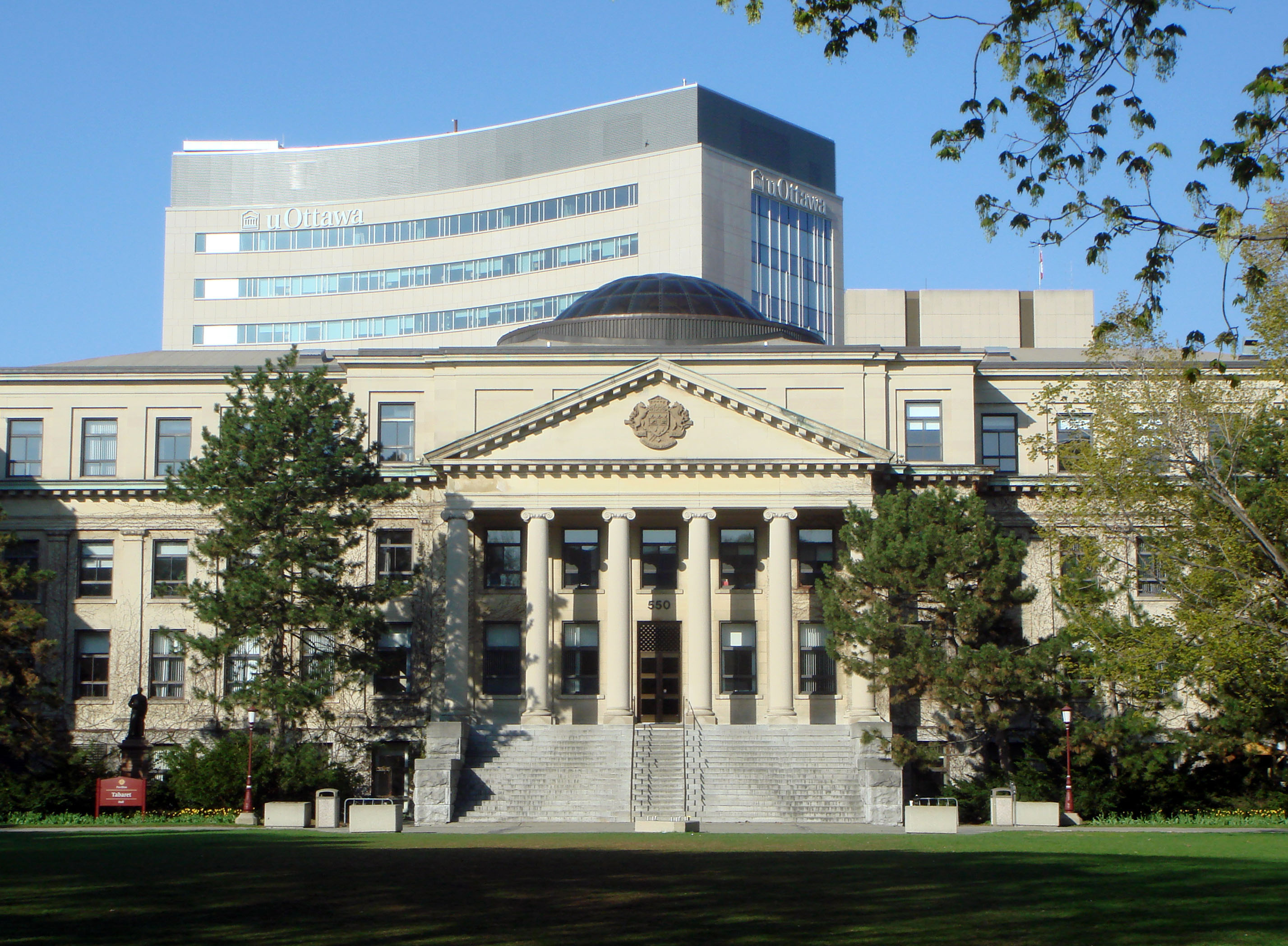
渥太華大學Tabaret堂

渥太華大學（英語：University of Ottawa；簡稱“U of O”或“UO”）是加拿大首都渥太華的一間研究型大學。它是全球最大規模的英法雙語大學，也是加拿大最古老的大學之一。渥太華大學屬於加拿大頂尖研究型大學所組成的加拿大U15聯盟的一員，於2020年世界大學學術排名中位列世界第151-200名，加拿大第6-9名。在QS世界大學排名2022年榜單中中則位列世界第230名，加拿大第9名。泰晤士高等教育世界大學排名的2021年榜單中渥太華大學位列世界第145名，加拿大第7名。2021年U.S. News的排名中渥太華大學則位於世界第192名，加拿大第8名。
渥太華大學位於渥太華市中心，地處雙語城市，因此學校的一大特色就是英法雙語教學。學校提供英語和法語課程，學生可以使用其中任何一種語言完成學習。

## 历史
渥太華大学的前身是由無玷聖母獻主會1848年創辦的拜鎮學院（College of Bytown），原為一所通識教育學院，1800年代開始以法文與英文教授純科學及應用科學。1861年稱渥太華學院（College of Ottawa），5年後獲得正式的大學資格。1889年2月5日由教皇利奧十三世授予憲章，成為宗座大學。1965年7月1日該大學重組，不再從屬於宗教組織。於是原先的宗座大學地位也就被分離出來的聖保羅大學繼承。

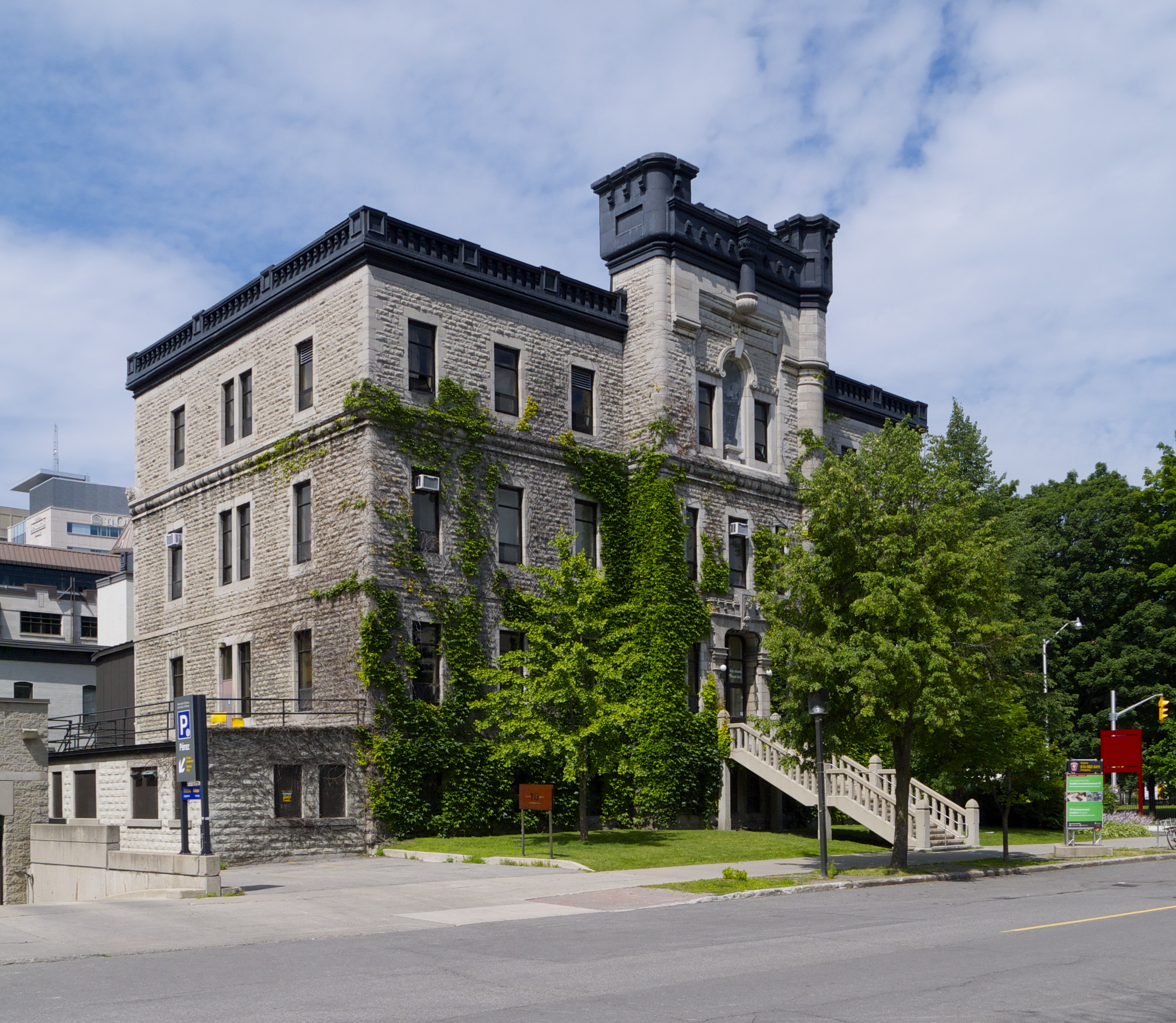
100 Laurier Avenue East

## 學院
渥太華大學的研究水平國內頗高，尤其是商學院、法學院和醫學院。特尔弗管理学院是加拿大唯二（另为蒙特利尔高等商学院）通過全球三大頂級商學院認證AMBA，AACSB和EQUIS的加拿大學校，法學院也是加拿大規模最大的法學院之一。
- 特尔弗管理学院：金融，電子商務，人力資源管理，國際管理，市場學，會計學，管理學，管理信息系統學，市場營銷學等；
- 理學院：生物化學，生物技術，生物製藥，數學與統計，物理，環境科學等；
- 醫學院：解剖學，流行病學與社區醫學，急救醫學，眼科，兒科，神經病學，外科，放射醫，心理學等；
- 工程學院：機械工程，土木工程，化學工程，信息工程，計算機工程，計算機科學，電子工程，軟體工程等；
- 法學院：民法，大陸法，商法，國際法等；
- 文學院：傳媒學，環境學，地理，歷史，新聞學，哲學，戲劇等；
- 社會科學院：犯罪學，經濟學，國際發展與全球化，政治學，公共管理學，心理學，社會學等。

渥太華大學擁有23個核心研究中心與機構，如馬克斯普朗克-渥太華極端量子光子學中心（The Max Planck-uOttawa Centre for Extreme and Quantum Photonics）、催化研究與創新中心等。

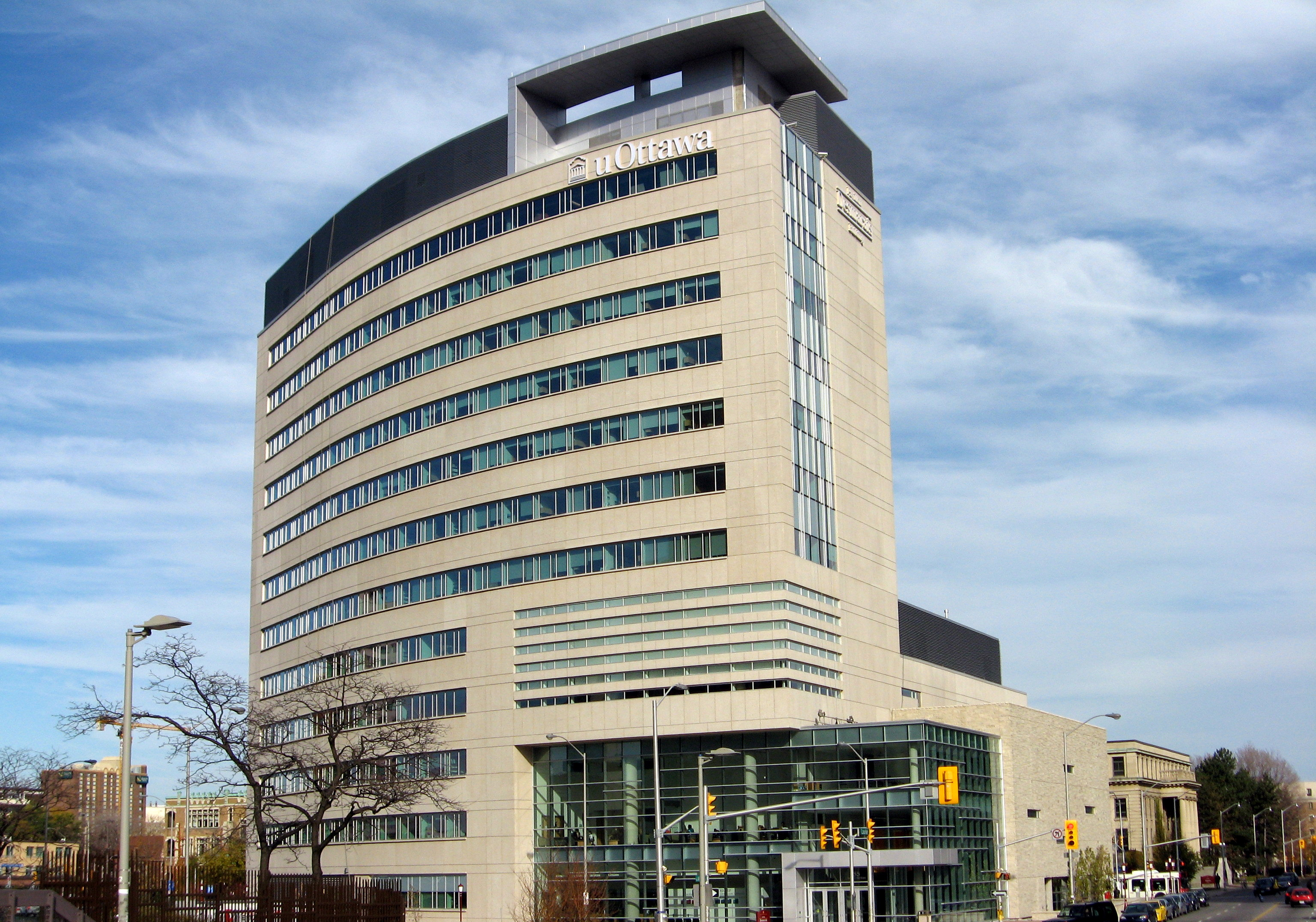
Desmarais Hall

## 學校設施
渥太華大學擁有三個體育館，帶跳水設備的游泳池，舞蹈房，健美操房，壁球室，滑冰場，攀岩壁等，對全部學生開放，免費使用。各種學生服務組織和社團為不同民族、性別、信仰的學生提供各類服務，如組織歡迎新同學的活動(uOrientation Day)，藝術展，各類講座等。
渥太華大學圖書館網絡系統包括3個主要圖書館：Morisset圖書館（文科、社會科學、科學和工程專業），法律圖書館，健康科學圖書館，以及許多專業針對性強的小圖書館，如音樂知識圖書館，地圖圖書館等。這些圖書館收藏了約150萬本書，1萬多期刊和450萬冊電子圖書。

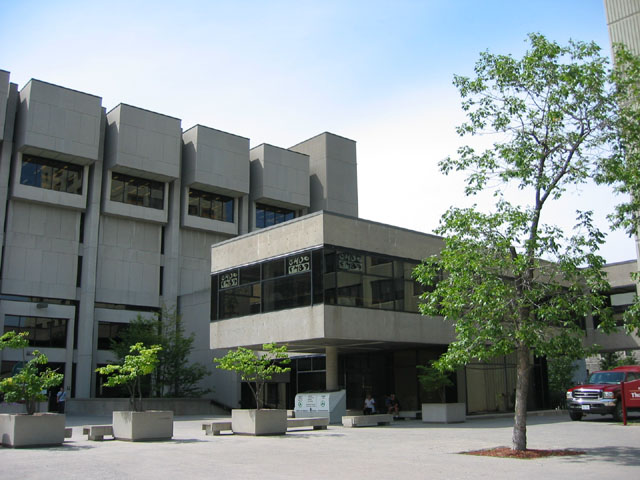
渥太華大學Morisset圖書館與校園電台CHUO

## 合作教育
渥太華大學的建教合作（co-op）是一項可選計劃，該計劃針對本科和研究生課程, 向學生展示他們有能力參加其學術計劃中的有酬工作崗位。該計劃於1980年首次引入該學校。渥太華大學的co-op自創建以來已經擴展，現在是安省第二大計劃，成功率超過98％。合作教育計劃旨在讓學生在工作和學習條件之間進行輪換，並放置在與其學習領域相關的領域中。該大學的合作社課程可為本科生提供各種課程，並根據課程的不同以法語或英語提供。藝術，社會科學，工程，科學和法學院提供各種課程。也可以選擇在國外完成工作期限。

## 地理位置
渥太華大學位於安大略省東南部--渥太華河南岸, 该校地理位置优越，地处渥太华市中心，占地約440畝。學校距議會大廈只有幾個街區，步行可到Rideau購物中心、拜沃德市場（ByWard Market）、電影院、加拿大國立美術館、渥太華聖母聖殿主教座堂等。同時，學校周圍公交系統十分發達，在uottawa車站乘輕軌可到城市的每個角落。
渥太華也是加拿大的科學文化中心，國家級、市級和大企業公司級的科研機構遍布全市。最有影響的自然科學和社會科學研究機構分別是加拿大國家自然科學研究院和加拿大北美學會。這兩大研究機構集中了全國最有影響的自然科學家和社會學者，每年有大量的學術成果問世。渥太華Kanata Area是高技術集中發展的地區，被人們稱為“ 北方矽谷 ”（Silicon Valley of North）。渥太華同樣是加拿大教育程度最高的城市，工程師、科學家和擁有博士學位的居民的比例位居全國第一位。因處加拿大首都的中心位置，渥太華大學的學生不僅可享用大學完善的校內設施，還可更便利地使用聯邦政府部門、機構、實驗室及圖書館的服務,通過設立在此的外國大使館和高級專員公署獲取更多國際社會資源。渥太華作為加拿大高科技產業的中心,大學已經與多家加拿大領先高科技公司建立了聯繫和合作關係。
渥太華大學与首都几大图书馆及政府机关和科研所毗邻，这为师生获取国家信息资源提供了便捷。行政区划上属于Sandy Hill区域，距国会为步行距离。渥太華大學毗鄰加拿大國會山（Parliament Hill），因此加拿大政府也特別為渥太華大學的學生提供實習、培訓等支持。醫學院的學生可以與聯邦健康官員共同工作，還有機會到加拿大血液服務中心和加拿大醫學聯合會實習；法律專業學生可以優先在最高法院和司法部門進行實習。渥太華大學的學生也因此有更大的可能性可以進入政府機構從事重要工作。渥太華大學的公共策略與管理、政治兩門學科格外出挑，學校培養出的公務員數量也在加拿大領先。

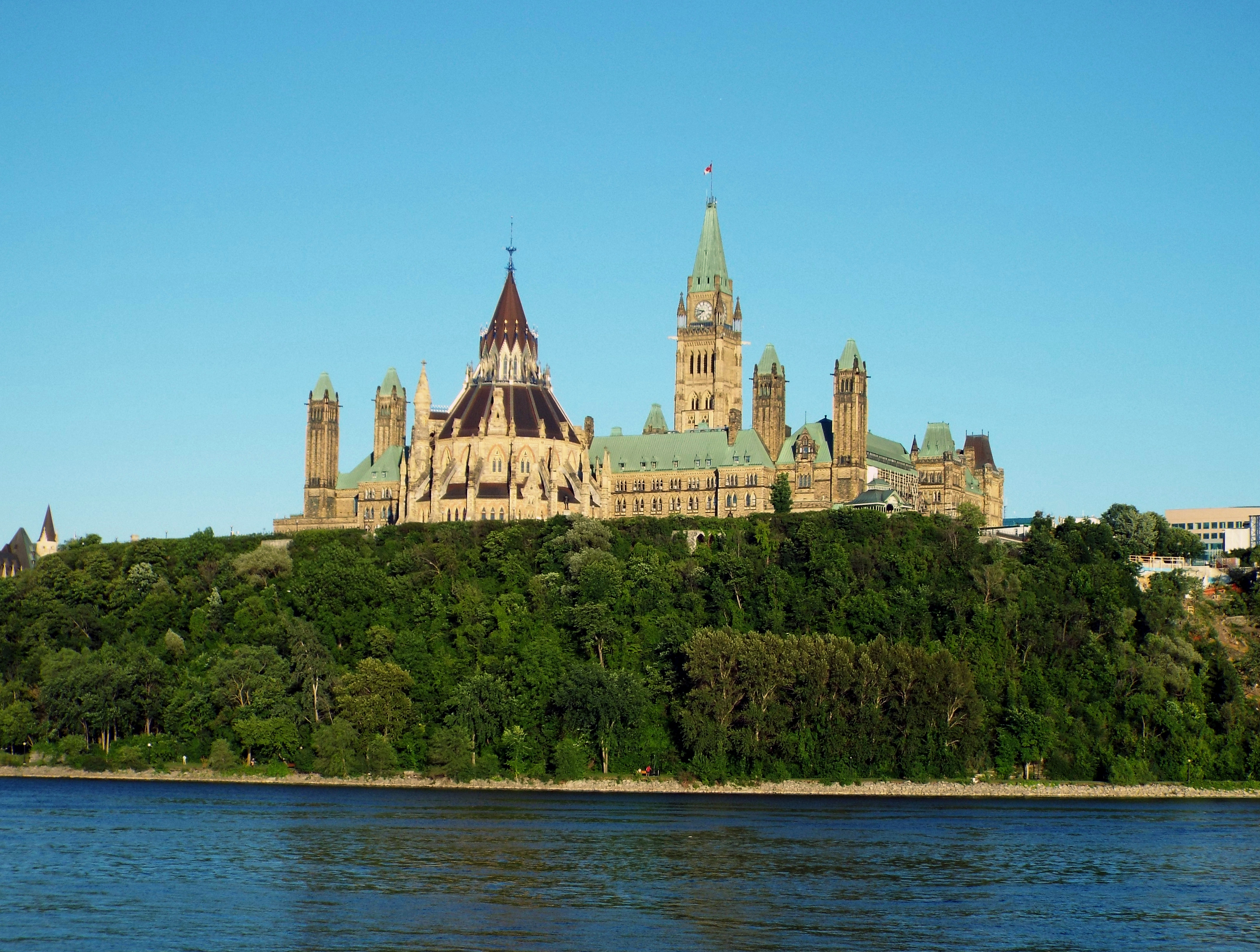
毗鄰渥太華大學的加拿大國會山

## 學生
學校以多元文化為宗旨，有來自150多個國家的學生，國際留學生約占學生總數4%。2019年11月30日，渥太華大學Gee-Gees女子足球隊斬獲國際大學體育聯合會大學女子世界杯冠軍。

## 榮譽
渥太華大學以其在首都的學術研究環境以及傑出的研究成果，獲得了全球的學術聲譽，榮獲了諸多國際、國內、行業重要獎項，如愛因斯坦獎(光學和量子電子學學會)、牛頓獎章、哈維獎等。渥太華大學教授的保羅·科克姆和德國加興的馬克斯·普朗克研究所的費倫茨·克勞斯因傑出的貢獻，被提名為2018年諾貝爾物理學獎。兩人都在研製阿秒激光（attosecond lasers–lasers）方面作出了重要貢獻。

## 校友
- 保羅·馬丁：加拿大第21任总理；
- 約翰·曼里：加拿大前副总理和财政部长；2010年1月到2018年10月，担任加拿大商业委员会主席兼首席执行官；
- Edward Morris, 1st Baron Morris：纽芬兰前首相；
- Marta Gabriela Michetti：阿根廷政治家，曾于2015年至2019年担任阿根廷副总统
- Louise Arbour：阿尔布尔，联合国国际移徙问题特别代表秘书长；
- Howard Hampton：政治家，曾是安大略省议会议员；
- Gerald Tremblay：2002-2012年间担任蒙特利尔市长；
- 道爾頓·麥堅迪：2003年至2013年间担任安大略省第24任总理；
- Allan Michael Rock ：加拿大律师、前政治家、外交官和大学行政人员。前加拿大驻联合国大使
- Maxime Bernier：加拿大国会议员，加拿大人民党创始人和现任领导人；
- Ahmed Hussen：加拿大-索马里大会国际主席；
- 安德魯·謝尔：加拿大政治家，前加拿大保守党领袖
- 蘭茲曼（Melissa Lantsman）：加拿大政治人物，現任加拿大保守黨副黨魁
- Katie Telford：加拿大总理賈斯汀·特鲁多幕僚长

## 外部連結
- （英文） 渥太華大學 （页面存档备份，存于）
- （英文） 渥太華大學學生會